# Délkeleti divízió (NHL)
A Délkeleti divízió egyike a hat divíziónak a National Hockey League-ben. 1998-ban alapították meg az akkori bővítések miatt. A keleti főcsoportban található.

## Jelenlegi csapatok
- Carolina Hurricanes
- Florida Panthers
- Tampa Bay Lightning
- Washington Capitals
- Winnipeg Jets

## A divízió története

### 1998–1999
- A Carolina Hurricanes csatlakozik az Északkeleti divízióból
- A Florida Panthers csatlakozik az Atlanti divízióból
- A Tampa Bay Lightning csatlakozik az atlanti divízióból
- A Washington Capitals csatlakozik az atlanti divízióból

### 1999
- Az Atlanta Thrashers csatlakozik, mint új csapat.

### 2011
- 2011-ben a True North Sports and Entertainment csoport megvásárolta az Atlanta Thrashers franchise-t és a kanadai Winnipeg városába költöztette a csapatot, ahol a korábbi NHL csapat hagyományát felelevenítve Jets néven kezdték a 2011–2012-es szezont. Később valószínűleg változni fog a divízió összetétele, mivel Winnipeg messze van a többi csapat székhelyétől.

## Divízióeredmények
| Szezon    | 1.                                  | 2.                                  | 3.                                  | 4.                                  | 5.                                  |
| --------- | ----------------------------------- | ----------------------------------- | ----------------------------------- | ----------------------------------- | ----------------------------------- |
| 1998–1999 | Carolina (86)                       | Florida (78)                        | Washington (68)                     | Tampa Bay (47)                      |                                     |
| 1999–2000 | Washington (102)                    | Florida (98)                        | Carolina (84)                       | Tampa Bay (54)                      | Atlanta (39)                        |
| 2000–2001 | Washington (96)                     | Carolina (88)                       | Florida (66)                        | Atlanta (60)                        | Tampa Bay (59)                      |
| 2001–2002 | Carolina (91)                       | Washington (85)                     | Tampa Bay (69)                      | Florida (60)                        | Atlanta (54)                        |
| 2002–2003 | Tampa Bay (93)                      | Washington (92)                     | Atlanta (74)                        | Florida (70)                        | Carolina (61)                       |
| 2003–2004 | Tampa Bay (106)                     | Atlanta (78)                        | Carolina (76)                       | Florida (75)                        | Washington (68)                     |
| 2004–2005 | Nem volt szezon a NHL-lockout miatt | Nem volt szezon a NHL-lockout miatt | Nem volt szezon a NHL-lockout miatt | Nem volt szezon a NHL-lockout miatt | Nem volt szezon a NHL-lockout miatt |
| 2005–2006 | Carolina (112)                      | Tampa Bay (92)                      | Atlanta (90)                        | Florida (85)                        | Washington (70)                     |
| 2006–2007 | Atlanta (97)                        | Tampa Bay (93)                      | Carolina (88)                       | Florida (86)                        | Washington (70)                     |
| 2007–2008 | Washington (94)                     | Carolina (92)                       | Florida (85)                        | Atlanta (76)                        | Tampa Bay (71)                      |
| 2008–2009 | Washington (108)                    | Carolina (97)                       | Florida (93)                        | Atlanta (76)                        | Tampa Bay (66)                      |
| 2009–2010 | Washington (121)                    | Atlanta (83)                        | Carolina (80)                       | Florida (80)                        | Tampa Bay (77)                      |
| 2010–2011 | Washington (107)                    | Tampa Bay (103)                     | Carolina (91)                       | Atlanta (80)                        | Florida (72)                        |
| 2011–2012 | Florida (94)                        | Washington (92)                     | Tampa Bay (84)                      | Winnipeg (84)                       | Carolina (82)                       |
| 2012–2013 | Washington (57)                     | Winnipeg (51)                       | Carolina (42)                       | Tampa Bay (40)                      | Florida (36)                        |

- Zölddel azok vannak jelölve akik bejutottak a rájátszásba.

## Stanley-kupagyőztesek
1. 2004 – Tampa Bay Lightning
2. 2006 – Carolina Hurricanes

## Elnöki trófeagyőztesek
1. 2010 – Washington Capitals

## Divízió győzelmek száma
| Csapat                          | # | Utolsó |
| ------------------------------- | - | ------ |
| Washington Capitals             | 7 | 2013   |
| Carolina Hurricanes             | 3 | 2006   |
| Tampa Bay Lightning             | 2 | 2004   |
| Florida Panthers                | 1 | 2012   |
| Atlanta Thrashers/Winnipeg Jets | 1 | 2007   |